# Lucio Fulcinio Trione
(Tacito, Annales, II, 28, 3 [trad. Bianca Ceva, BUR].)
Lucio Fulcinio Trione (in latino: Lucius Fulcinius Trio; 12 a.C. circa – 35) è stato un magistrato romano, console dell'Impero romano.

## Biografia
Originario della città etrusca di Tarquinii e con ogni probabilità discendente dei Fulcinii già attestati in vari incarichi durante la Repubblica, Lucio aveva sicuramente un fratello minore, Gaio, che è attestato come praetor peregrinus nel 24.
Gran parte della carriera e della figura di Lucio è descritta da Tacito nei suoi Annales. Già presente in senato nel 16, Lucio è rappresentato dallo storiografo come il prototipo del delator, mala genìa che iniziò a diffondersi sotto il principato di Tiberio.
Fu proprio Lucio a dare inizio al primo grande processo del principato quando, nel 16, intraprese l'accusa di consultazione di astrologi sulla possibilità di ottenere il potere e di riti magici contro la famiglia imperiale contro Marco Scribonio Libone Druso, discendente di Pompeo e nipote di Scribonia, ex moglie di Augusto: a Lucio, e ai suoi colleghi nell'accusa Firmio Cato, Gaio Fonteio Agrippa e Gaio Vibio Sereno, dopo il suicidio dell'imputato, furono distribuiti i beni di lui e data una pretura extra ordinem.
Nel 20, invece, al ritorno di Gneo Calpurnio Pisone dalla Siria dopo la morte di Germanico, Lucio tentò di intraprendere anche l'accusa contro di lui per aver provocato una guerra civile in Siria, ma incontrò l'opposizione degli amici di Germanico, in particolare di Publio Vitellio, Quinto Veranio e Quinto Serveo: Lucio dovette allora limitarsi a richiedere di accusare Pisone per la sua condotta precedente al mandato in Siria, in particolare insistendo sul suo governo della Spagna Tarraconense ambitiose avareque, e che fosse Tiberio ad assumere l'istruttoria del processo. Il suicidio di Pisone e l'attività delatoria di Lucio gli portarono enormi benefici: Tiberio stesso, secondo Tacito, avrebbe promesso di sostenerlo nelle sue candidature alle cariche, ammonendolo però di non rovinare la sua eloquenza con la sua violentia. Incuriosisce, al riguardo, l'assenza di Trione dai declamatori citati o anche solo menzionati da Seneca il Vecchio.
Lucio seguì l'avvertimento del princeps, scomparendo per alcuni anni dalla narrazione tacitiana dopo il processo contro Pisone: sia Tacito che Cassio Dione affermano però, relativamente a eventi successivi, che Lucio divenne intimo amico del prefetto del pretorio Seiano, che contribuì, insieme a Tiberio, a promuovere la sua carriera.
Il successivo incarico di Lucio emerge da testimonianze epigrafiche: Lucio è attestato come legatus Augusti pro praetore di rango pretorio della provincia di Lusitania nel gennaio del 31, ma probabilmente anche nei mesi precedenti, giacché, in qualità di legato ma anche di console designato, aveva dedicato alcuni pesi di metallo prezioso alla Concordia pro salute di Tiberio, definito optimus ac iustissimus princeps. Sulla base di queste testimonianze, Géza Alföldy ha proposto, basandosi sui famigerati lunghi mandati dei governatori tiberiani, di attribuire anche a Lucio un mandato decennale dal 21 alla prima metà del 31, anche se, allo stato attuale della documentazione, non è possibile essere certi della data d'inizio del mandato.
Lucio, già console designato, arrivò naturalmente a ricoprire la più alta carica romana grazie ai buoni uffici di Tiberio e Seiano: fu infatti console suffetto nel 31, sostituendo a luglio l'homo novus Sesto Tedio Valerio Catullo e affiancandosi prima, tra luglio e settembre, al nobilissimo Fausto Cornelio Silla, e poi, tra ottobre e dicembre, a Publio Memmio Regolo. Durante il consolato di Lucio con Silla è nota una sententia di un Lentulo che affermava che non fosse permesso accusare un legatus Augusti pro praetore in carica.
Nell'ottobre del 31 fu infine portato alla rovina Seiano attraverso un'azione concertata tra Tiberio, il nuovo prefetto del pretorio Quinto Nevio Cordo Sutorio Macrone e il console Publio Memmio Regolo, i quali, sapendo della vicinanza di Lucio a Seiano, tennero all'oscuro del loro piano il secondo console: la morte di Seiano e della sua famiglia provocarono una ridda di accuse e uccisioni a Roma, iniziando proprio con i due consoli, che alla fine dello stesso 31 si accusarono a vicenda, con Lucio che imputò a Regolo lentezza nel perseguire i complici di Seiano e Regolo che attaccò Lucio per vera e propria complicità con il defunto prefetto del pretorio. Anche all'inizio del successivo anno 32, Decimo Aterio Agrippa attaccò i consoli uscenti perché, dopo tutte quelle accuse, allora se ne stavano quieti: se Regolo rispose che avrebbe ancora avuto tempo per attaccare Lucio, questo esortò a dimenticare i fatti passati; le esortazioni del consolare Quinto Sanquinio Massimo a non disturbare con queste inezie il princeps chiusero, per il momento, la faccenda.
La vicinanza di Lucio a Seiano non fu però dimenticata dal princeps, che, lungi dall'essere placato dal tempo, dalle preghiere e dalla sazietà, continuava ad attaccare i complici di Seiano: Lucio, terrorizzato da ciò, decise di suicidarsi, non senza prima però aver redatto un testamento in cui attaccava le trame di Macrone e dei liberti del princeps e lo stesso Tiberio, accusato di essere ormai vecchio e rimbambito e di essersi allontanato da Roma come in esilio a Capri. I figli di Lucio - tra cui forse è da includere il giureconsulto di metà I secolo Fulcinio Prisco - volevano nascondere il testamento paterno, ma il princeps lo fece leggere in pubblico ugualmente, secondo Tacito o per dare a vedere di rispettare la libertà di parola e di non essere toccato dalla propria infamia, o perché, divulgando qualsiasi cosa si dicesse su di lui, potesse conoscere le verità che il servilismo gli aveva nascosto.